# トランスフォーマー/最後の騎士王
『トランスフォーマー/最後の騎士王』（トランスフォーマー さいごのきしおう、原題：Transformers: The Last Knight）は、2017年のアメリカ合衆国のSFアクション映画。実写版「トランスフォーマー」シリーズの第5作目。監督はマイケル・ベイ。

## ストーリー
オートボット総司令官オプティマスプライムが宇宙へ旅立ってから数年、人類とトランスフォーマーたちの間で起こった生存競争は激化の一途を辿っていた。
新たにオートボットのリーダーとなったバンブルビーは、完全復活を遂げたメガトロン率いるディセプティコンと、人類の対トランスフォーマー部隊「TRF(Transformers Reaction Force)」に立ち向かうも苦戦を強いられていた。そこにオプティマスが帰還してくるが、彼は創造主クインテッサ人によって地球に急速接近中の故郷サイバトロン星を救うために人類を滅ぼそうとする破壊者ネメシスプライムに変貌を遂げていた。
オートボットと共に闘う主人公ケイド・イェーガーはイギリス貴族のエドモンド・バートン卿やオックスフォード大学の教授ヴィヴィアン・ウェンブリーたちと共に、なぜトランスフォーマーたちが地球にやってくるのかを探ることになる。

## 登場人物

### 人間
ケイド・イェーガー / Cade Yeager
演 - マーク・ウォールバーグ / 吹き替え - 土田大
人間側の主人公。現在は独自に行っているトランスフォーマーの保護活動が原因で、政府から狙われるようになったために一人娘テッサと離れ、サウスダコタ州バッドランズでスクラップ場を経営しながら、オートボットたちと共にディセプティコンとの戦いに身を投じている。
対トランスフォーマー用の武器を多数所有しており、個人でトランスフォーマーやTRFの無人機と渡り合える実力を持つ。ハンドガンタイプの武器の他に、前作で使用したダガーガンも一部を改修したうえで引き続き所持している。
シカゴに墜落した宇宙船に乗っていたスティールベインの最期を看取った際に彼から騎士のタリスマンを託されたことで、地球とトランスフォーマーに関わる因縁に巻き込まれる。愛車はオフロード仕様にカスタムしたシボレー・K5。
イザベラ /  Izabella
演 - イザベラ・モナー / 吹き替え - 桜井日奈子
三作目の「シカゴの惨劇」以降、ゴーストタウンと化したシカゴで暮らしていた14歳の少女。両親は「シカゴの惨劇」で死亡している。愛称は「Izzy（イズィー）」。
キャノピーやスクィークスと共にシカゴで暮らしていたが、TRFの襲撃でキャノピーを失い、そこでケイドに助けられたことをきっかけにケイドのスクラップ場へ押しかけてくる。
トランスフォーマーたちと暮らしてきたため機械修理に明るく、バンブルビーの声を元に戻すためにケイドと共に修理する場面がある。
エドモンド・バートン / Sir Edmund Burton
演 - アンソニー・ホプキンス / 吹き替え - 池水通洋
トランスフォーマーが地球に来る謎を知っているイギリス貴族で、第12代フォルガン伯爵。いつも持ち歩いているステッキは銃に変形する機構を持つ。
自宅のフォルガン城ではコグマンやブルドッグなど古くより地球で活動していたトランスフォーマーたちと暮らしており、屋敷には三作目で登場したセンチネルプライムのスペースブリッジなどトランスフォーマー所縁の品が集められている。
古くから地球の歴史に関わってきたトランスフォーマーたちの協力者であるウィトウィック騎士団のメンバーにして最後の生き残りのひとり。ケイドが騎士のひとりからタリスマンを託されたことやユニクロンの復活が近づいていることをきっかけとしてケイドやヴィヴィアンに接触、地球を救うために奔走する。
カーチェイスに際して落ち着き払った風格に似つかわしくない粗暴な発言をしたり、かなり茶目っ気のある人物。エドモンド曰くバンブルビーとも幼少期に出会ったことがあるとのことだが、バンブルビーの方は覚えておらず真偽は不明。
ケイドとヴィヴィアンに後事を託した後は、シモンズから得た情報から独自に英国首相に直談判し、英国軍をストーンヘンジに向かわせるよう要請した。終盤、英国軍と共に自らもストーンヘンジに赴き、メガトロンに一撃を見舞うことで開戦の火蓋を切ったものの、メガトロンのフュージョンカノンで吹き飛ばされてしまう。最期は役目を果たしたことを喜びつつコグマンに看取られ息を引き取った。
本作において伯爵役で出演しているホプキンスであるが、ホプキンス本人はナイトの叙勲を受けていることで知られている。
ヴィヴィアン・ウェンブリー / Viviane Wembly
演 - ローラ・ハドック (幼少期：Minti Gorne) / 吹き替え - 樋口あかり
本作のヒロイン。オックスフォード大学の教授を務める文学者。
ホット・ロッドに半ば拉致される形でエドモンドの元に連れてこられ、トランスフォーマーの秘密を探ることになる。
父親とは死別し、実家で母親たちと同居しているが、早く結婚相手を探すように急かされており内心では辟易している。
実はマーリンの直系の子孫であり、マーリンがアイアコンの騎士から託された杖を扱うことが出来る唯一の人物。父親もまたウィトウィック騎士団のメンバーであったが、ヴィヴィアンはそのことを知らなかった。
モチーフになったのはアーサー王伝説に登場する湖の乙女であり、ヴィヴィアンの名前も「湖の乙女」の異名のひとつから採られている。
サントス / Santos
演 - サンティアゴ・カブレラ / 吹き替え - 北田理道
前作でオートボット狩りを行っていたCIAの秘密部隊「墓場の風」の元戦闘員で、現在は対トランスフォーマー部隊「TRF」の指揮官。無人機の操作技術に長ける。
トランスフォーマーを敵視しており、相手がオートボットであっても強い敵意を示し、オートボットを庇うケイドや、かつてオートボットの協力者であったレノックスと対立する場面もある。そのため立ち位置的には人間サイドのメインヴィランだが、それぞれ身勝手な私欲や私怨からトランスフォーマーを迫害していた前作のアティンジャーやサヴォイとは違い、あくまでも人類のために戦っており根は正義感の強い人物。冒頭では子供が襲われていると勘違いし、キャノピーを殺害してしまった。終盤ではTRFとしてのプライドを捨て、敵対していたケイドやオートボットたちと共に共闘することになる。
ウィリアム・レノックス / William Lennox
演 - ジョシュ・デュアメル / 吹き替え - 矢崎文也
かつて特殊部隊「N.E.S.T」の指揮官としてオートボットと共に戦った米軍兵士。
現在は米国陸軍のモーシャワー将軍の直属の部下となっており、将軍からの指示で、対トランスフォーマー部隊「TRF」に協力者として出向。かつての戦友であるバンブルビーたちと心ならずも対立している。
そのため、任務と友情との間に板挟みになったり、全トランスフォーマーの追放を提唱するサントスと意見が対立する場面もある。
シーモア・ルーサーフォード・シモンズ / Seymour Rutherford Simmons
演 - ジョン・タトゥーロ / 吹き替え - チョー
かつてトランスフォーマーの存在を調査していた諜報機関「セクター7」の元捜査官で、これまで何度もトランスフォーマーたちの戦争に関わってきた。
現在はキューバにあるトランスフォーマーの隔離居住区で暮らしており、エドモンドとは調査したトランスフォーマーの情報のやり取りを行う間柄。これまでの独自の調査から、各地に現れ始めた角とストーンヘンジの位置関係にいち早く気づいており、エドモンドに情報提供する。重要な情報を盾にエドモンドに対してウィトウィック騎士団へ加盟させることを要求するなど、偏屈ぶりや我の強さは全く変わっていない。
本作でミドルネームが「ルーサーフォード（Rutherford）」であることが判明。
モーシャワー将軍 / General Morshower
演 - グレン・モーシャワー / 吹き替え - 原康義
三作目までに登場していたアメリカ軍の将軍で、かつてレノックスの上官として特殊部隊「N.E.S.T」を指揮していた。
今回のメガトロンの狙いを探るため、あえてケイドの隠れ家の情報をTRFとディセプティコンにリークした。
ジミー / Jimmy
演 - ジェロッド・カーマイケル / 吹き替え - 杉村憲司
ケイドの協力者の一人で、ケイドのスクラップ場で副社長を務めている。半ば騙されるような形で雇われ、知らずうちにケイドの“共犯者”にされたことや、スクラップ置き場に匿っているオートボットのお目付け役を押し付けられることなど不満も多いようだが、内心ではケイドのことを憎からず思っており、自身が死に掛けていると勘違いした際にケイドへの親愛の情を吐露するシーンがある。
テッサ・イェーガー / Tessa Yeager
演 - ニコラ・ペルツ（声・写真のみ）/ 吹き替え - 中川翔子
前作に登場したケイドの娘。本作品ではケイドとの電話口での会話で声のみ登場したほか、ケイドのトレーラーハウス内に写真が飾られている。前作以降無事に大学に進学している。ケイドとは別居しており、折に触れてケイドから無言電話を受けては心配する言葉をかけている。
サム・ウィトウィッキー / Sam Witwicky
演 - シャイア・ラブーフ（写真のみ）
三作目までの主人公。写真のみの登場。なおこの写真は、一作目においてサムのeBayのアカウントのプロフィール画像として使用されていたもの。
本作品で、トランスフォーマーの秘密を守ってきた「ウィトウィック騎士団」の血を引いていることが判明し、さらにウィトウィッキー家の家訓として語り継がれてきた「犠牲なくして、勝利なし」が本編全体にわたって登場する。
エドモンドがウィトウィック騎士団の最後の生き残りであることを公言していることからサムも死亡している可能性があるが、サム本人がウィトウィック騎士団のメンバーであったという描写もなく、生死に関して明確に言及されてはいない。
アーチボルド・ウィトウィッキー
演 - ウィリアム・モーガン・シェパード（写真のみ）
一作目にも登場したサムの曾々祖父にして、高名な北極探検家。劇中ではエドモンドの屋敷に写真のみ登場。子孫であるサム同様、彼もまたウィトウィック騎士団の系譜に列なる者として挙げられているが、実際に騎士団に加盟していたかは定かではない（一作目での描写から、トランスフォーマーの存在を知らなかった可能性が高い）。
マーリン / Merlin
演 - スタンリー・トゥッチ / 吹き替え - 梅津秀行
アーサー王伝説に登場する人物。現在は偉大な魔法使いとして語り継がれているが、自他共にペテン師と認めるとおり、実際は飲んだくれで女好きの自堕落な人物であり、アーサーを除く円卓の騎士の面々からも信頼されていなかった。しかし、彼の「人生で一度でもいいから、人の役に立ちたい」という想いは本物で、彼の起こしたある行動が、劣勢に陥っていた戦局を覆し、円卓の騎士たちに勝利をもたらすきっかけとなった。
アーサー王 / King Arthur
演 - リアム・ギャリガン  / 吹き替え - 遠藤大智
アーサー王伝説に登場する人物。伝説の存在とされた古代イギリスの王。
マーリンを介してアイアコンの騎士たちと関わりを持っていたことが明かされる。

### トランスフォーマー
本作品ではアーサー王伝説や第二次世界大戦をはじめ、トランスフォーマーたちが古くから人類史に関わりを持っていたという設定が明かされる。
そうした設定の一環として、下記のほかにもスタースクリームやアイアンハイドなどを映したプロモーション動画が公開され、劇中でもショックウェーブやメガトロンなどトランスフォーマーの描かれた写真や資料などが登場している。なおこの「トランスフォーマーが映った画像」は、実在する写真や絵画にトランスフォーマーを描き込んだものが多い。現在はTRFによりオートボット、ディセプティコン陣営に関係無く大半が迫害されており、キューバの一部がトランスフォーマーたちの居住地として認められている程度に留まっている。こうした人類側の事情に反して、地球にやってくるトランスフォーマーの数は増える一方となっており、各地での軋轢の原因となっている。

#### オートボット / Autobots
前作のラストにてリーダーのオプティマスプライムが創造主に会うために宇宙へ旅立って以降、残されたオートボットたちはケイドのスクラップ場で暮らしている。他にもエドモンドの屋敷で暮らしている者、廃墟となったシカゴで暮らしている者やキューバに亡命した者、独自に生計を立てている者なども登場。
オプティマス・プライム / Optimus Prime
声 - ピーター・カレン / 吹き替え - 玄田哲章
オートボットのリーダーでトランスフォーマーサイドの主人公。ウェスタンスター・5700XEに酷似したトラクター（設定ではウェスタンスター・4900のカスタムモデル）に変形するが、劇中でビークルモードが登場したのは終盤のみで、これまでの作品で唯一変形を披露していない。
前作で創造主へ会うために宇宙へ旅立ち、3年かけ、氷漬けの状態で故郷サイバトロン星へ帰還するも、待ち構えていた創造主クインテッサに捕まって洗脳され、地球を滅ぼす刺客ネメシス・プライムとして人類に牙をむく。洗脳の影響で瞳が青から紫に染まり、顔の左半面が赤くなっている。
前作から引き続き使用しているテメノスソード、ベクターシールドの他、新たに右手首の手甲にハンドガン型の銃を、左手首の手甲に小型の刃を収納している。
ネメシス・プライムの名称は、ビーストウォーズシリーズで発売されたビッグコンボイの玩具の塗装変更品が初出で、以来コンボイ（あるいはオプティマスプライム）の玩具を黒く変更したものとして幾度か発売されてきたキャラクターに由来する。また悪に堕ちる、あるいは悪に洗脳されて手先にされるという設定もこのネメシスプライムの玩具に基づいている。
バンブルビー / Bumblebee
声 - エリック・アーダール、一部のシーン：J・T・ウォルシュ / 吹き替え - 小原雅人、J・T・ウォルシュの声の部分：長谷川敦央
オートボットの斥候にして、オプティマスの片腕。第二次世界大戦時はグレーの1937年式メルセデス・ベンツ・W142に、現在は黄色のシボレー・カマロに変形。オプティマス不在の今はオートボットたちの暫定リーダーを務めているが、他のメンバーからは不満が多い。
前作から再びデザインが変わっており、変形ビークルが最新型カマロであることは変わらないものの、ロボットモードのデザインが旧三部作に近いデザインへと戻っている。本作品では接近戦での武器として戦槌セイバートロニアン・ハンマーを使用するほか、ビークルモードの左半分だけを変形させて敵を狙撃したり、身体を関節部分でバラバラに分離合体する能力も新たに獲得している。
相変わらず喋ることが出来なかったが、デイトレーダーが売ってきた部品とイザベラの修理でいったん声を取り戻す。しかしその声はSiri（吹き替え - 織部ゆかり）による人工音声で、バンブルビー自身が望んだような声ではなかったために落ち込むというシーンがある。
本作品では第二次世界大戦のころから地球に潜伏しており、大戦中は連合軍に協力してコマンド部隊「悪魔の旅団」に所属し、ZB-7の暗号名でナチス・ドイツと戦っていたことが明かされる。なおこのナチスとの戦闘シーンにおいて、ウィンストン・チャーチルの生家でもあったブレナム宮殿が鉤十字などのナチスの意匠を加えた上でロケ地として使用されており、「チャーチルを愚弄している」とイギリス国内から批判を受けた。
ドリフト / Drift
声 - 渡辺謙 / 吹き替え - 水内清光
元ディセプティコンの侍剣士。カーモードがメルセデスAMG GT Rへ変更され、カラーリングも青から赤へと変更されている。刀の素振りや瞑想を行うなど修行熱心だが、些細なことで抜刀して暴れるなど相変わらず短気な性格。
サウスダコタでの戦いではクロスヘアーズとの連携でオンスロートを討ち取り、最終決戦では宇宙船の操縦を担当した。
幕末ごろから地球に飛来していたらしく、人間の鎧武者と一緒にドリフトが写った写真が登場しているが、この写真は1800年代のイギリスの写真家フェリーチェ・ベアトが日本で暮らしていた際に撮影した1866年の写真が元になっている。
クロスヘアーズ / Crosshairs
声 - ジョン・ディマジオ / 吹き替え - 手塚秀彰
空挺兵。緑のシボレー・コルベットに変形。ロボットモードの外観はあまり変化していない。
皮肉屋でやや捻くれた性格は相変わらずで、コグマンに絡んで返り討ちにされてしまったり、バンブルビーに悪態を吐いて取っ組み合いの喧嘩をしたりしている。
ハウンド / Hound
声 - ジョン・グッドマン / 吹き替え - 楠見尚己
ワンマンアーミー。ビークルモードがウニモグへ変更された他、軍医であったラチェットの死後である現在は彼が軍医の役割も担っており、赤十字を象ったマークが追加されている。トレードマークとして葉巻代わりに銃弾をいつも咥えている。
テッサに無言電話をかけようとするケイドを手伝ったり、戦闘時にはいちいち大仰な名乗りをあげるなど茶目っ気のある人情家の性格は本作品でも変わっていない。イザベラとスクィークスをケイドのスクラップ場に連れてきたのもハウンドだが、ワザとなのか密航に気づかなかったのかは不明。
アメリカ独立戦争のころから地球に飛来していたらしく、雪の降る森の中で兵士たちと行軍している絵画が登場しているが、これはアメリカ独立戦争におけるフィラデルフィア方面作戦を描いたウィリアム・B・トレゴの絵画「バレーフォージへの行軍」が元になっている。またハウンドが描かれた米軍の募兵ポスターも登場する。
玩具では前作よりもロボットモードの外見が劇中に近く再現されている一方、ビークルモードの荷台は実車より低くなっており、そこに付属武器を搭載する形となっている。ビークルモードの形状が劇中と異なっているのは、コンセプトアートで予定されていたビークルバトルモードを再現したものであるため。
ホィーリー / Wheelie
声 - トム・ケニー / 吹き替え - 落合弘治
モンスタートラックのラジコンに変形。二作目と三作目に登場していた元ディセプティコンの工作員。ケイドのスクラップ場で暮らしている。
トレンチ / Trench
キャタピラー社製のショベルカーに変形。ケイドのスクラップ場で暮らしているオートボットのひとり。キャタピラー社とのコラボで登場したキャラクターであり、変形するショベルカーも当時の最新機種となっている。
二作目以降に幾度か登場していた建機型ディセプティコンであるスクラッパーとよく似ているが、変形するビークルがショベルカーであるため腕の形状がショベルと油圧クラッシャーになっているほか、胸にキャタピラー社のロゴの入った装甲板が追加されており、また頭の形状も異なる。
スクィークス / Sqweeks
声 - レノ・ウィルソン
シカゴで暮らすイザベラの家族の一人で、イザベラを母親のように慕っている。とても臆病な性格。
設定上は水色のベスパのスクーターに変形するが、各部が破損しており変形不能状態になっている他、人語も上手く喋れず「チワワ」としか喋れない。イザベラによると修理を恐がっていて修理が出来ないとのこと。
作中におけるTRFの襲撃で片腕を失うが、その後ケイドのスクラップ場でディセプティコンの右腕を新たに取り付けている。

##### ウィトウィック騎士団のオートボット
ホット・ロッド / Hotrod
声 - オマール・シー / 吹き替え - 多田野曜平
本作品より登場するバンブルビーの戦友。第二次世界大戦時はシュタイア・1500A/01に、戦後はシトロエン・DSに変形したが、後に黒とオレンジのランボルギーニ・チェンテナリオにスキャンし直す。命中した対象の時間を遅くするエネルギーフィールドを発生させる装備を持つ。
ウィトウィック騎士団の協力者のひとりで、バンブルビーとともに第2次世界大戦のころから地球に潜伏し、以降はマーリンの末裔であるヴィヴィアンの愛車に成り済まして彼女を守ってきた。
フランス訛りで、フランス語を交えて喋るが、ホットロッド自身はこの口癖を気に入っていない。ホットロッドの名前も当初は上手く発音できず「オットロッド」「オットセイ」（英語版では「オットルード」）などと聞き間違えられてしまった。
コグマン / Cogman
声 - ジム・カーター / 吹き替え - 金子由之
エドモンドの召使い。トランスフォーマーの中でもヘッドマスターと呼ばれる珍しい種族で、やや小柄の人間大の体格をしている。ジミーからは「レプラコーン」、クロスヘアーズからは「C-3PO擬き」と呼ばれた。
落ち着き払っているようにも見えるが、エドモンドによるトランスフォーマーと人類史の関わりについて説明している最中に場の雰囲気を盛り上げるためにパイプオルガンの演奏やコーラスの独唱をしたり、ヴィヴィアンへ悪態を吐いたケイドに突然飛び掛って首を締め上げたりするなど、その実かなり破天荒な性格で、そのエキセントリックな奇行の数々からケイドに「多重人格者」「ヤバいニンジャ執事」など散々に評されている。またコグマン自身も「人格破綻者（原語版ではソシオパス）」を自称している。
人間大の体格であるが、体格の勝るクロスヘアーズの指をへし折って投げ飛ばすほどの怪力の持ち主で、身体能力は高い。口内にミサイルを装備している。ロンドンでの逃走の際にはシルバーのアストンマーティン・DB11、同じくシルバーの楽視・LeSee、赤のマクラーレン・570Sの3台を運転する。
日本向けの広報Twitterについて、前作まではオプティマスに扮して運用されることが通例となっていたが、本作品ではコグマンが担当している。
ヘッドマスターとは過去のトランスフォーマー作品に登場したトランスフォーマーのサブグループのひとつであり、「頭部に変形する小型ロボットと胴体に変形するビークルが合体して、一体のロボットとなる」というものであるが、本作品のコグマンにそういった描写は見られない。
一方、玩具では上記のヘッドマスターギミックを再現したものとなっており、胴体部分は劇中でも乗っていたシルバーのアストンマーティン・DB11へ変形する。また別で展開されているトランスフォーマー レジェンズの玩具とも互換性がある。
ブルドッグ / Bulldog
声 - マーク・ライアン
エドモンドと同居する軍帽を被ったような頭部が特徴のオートボットで、マーク IV 戦車に変形。第一次世界大戦のころから地球で活動している古参。
エドモンド曰く「ロボット痴呆症」で未だに第一次大戦が続いていると思い込んでおり、またエネルゴンの摂取不足なのか変形するたびに部品が零れ落ちてしまう。
初期にはアニメ版に登場したワーパスのように胸部に砲塔を備えているデザインも存在したが、変更が重なった末に現在のデザインとなっている。
ルテナン / Lieutenant
声 - マーク・ライアン / 吹き替え -  チョー
エドモンドの屋敷で暮らしているオートボットのひとり。ホーカー ハリケーンから変形する。かなりの高齢でTRFの襲撃時には張り切って応戦しようとしそのまま倒れたものの死んではいない。
時計型オートボット（仮）
エドモンドの屋敷で暮らしているオートボットのひとり。かなり獰猛な性格で、エドモンド曰く「ヒトラーを殺した時計」とのことであるが真偽は不明。
アライアンス号（仮）
アンフィオン級潜水艦に変形。博物館の展示物として飾られているが、その正体はウィトウィック騎士団の協力者の一人であり、ヴィヴィアンとケイドをマーリンの杖が隠された場所へと案内する。
ヴィヴィアンが触れたことで蘇生し自動で動き出したものの、劇中で変形する場面は無く喋ることも無いため、キャストが存在しない。
モデルとなったのはイギリス王立海軍博物館に展示されている同名の潜水艦で、実際のロケも王立海軍博物館で行なわれた。

##### その他のオートボット
キャノピー / Canopy
声 - フランク・ウェルカー / 吹き替え - さかき孝輔
ゴーストタウンと化したシカゴでイザベラと共に暮らしていた黄色のオートボット。ビークルモードは登場せず、背中に瓦礫を纏うことで擬態としている。イザベラを庇ってTRFの攻撃を受け、命を落とす。
顔と体色は異なるが、胴体部分は二作目以降から登場した建機型ディセプティコンのロングハウルとよく似ている。なおデザイン段階では電車に変形する設定だった。
デイトレーダー / Daytrader
声 - スティーブ・ブシェミ / 吹き替え - 尾花かんじ
廃品を満載したメルセデスベンツ1924トラックに変形。ケイドの取引相手のひとりで、廃品を売って生活している。オートボットのひとりではあるものの、肩のオートボットのマークは擦れてしまっている。
商品の中にはトランスフォーマーの残骸や宇宙船などもあるが、儲けのためなら不良品を売りつけるなど手段を択ばない守銭奴な性格なため、他のオートボットたちからは毛嫌いされている。
名称は異なるが、過去のアニメ作品の中でよく似たキャラクターとして『トランスフォーマー2010』に登場したジャンキオンのレックガーがおり、髭を生やした顔や廃品の売買で生計を立てているといった特徴、オートボット寄りではあるが行動を共にしていないという立ち回りも過去作品のレックガーと共通している。
トップスピン / Topspin
声 - スティーブン・バー
レッカーズの一人。現在はシモンズと共にキューバに亡命して暮らしている。
胴体部分は三作目で登場したデザインのままであるが、頭部はレッカーズの仲間で4作目に地球人に殺害されたレッドフットのものとなっている。
エンドロールでは「Volleybot」という名になっている。
アイアンハイド / Ironhide
三作目で戦死したオートボットの一人。絵画の中にのみ登場。
本作品の宣伝の一環として、アイアンハイドが描かれたバイキングの絵画がダリッジ・ピクチャー・ギャラリーに飾られた。

##### ダイナボット / Dinobots
グリムロック / Grimlock
騎士団ダイナボットの首領で、ティラノサウルスに変形する。現在はスラッグとともにケイドのスクラップ場で暮らしている。
前作では本物の恐竜のような野性的な性格だったが、本作品では近所のパトカーを盗み食いしてケイドに叱られるなど、初代アニメシリーズなどのようなコミカルなキャラクターとなっている。しかし伝説の戦士としての実力は衰えておらず、地下からTRFの一部隊を奇襲して壊滅させたり、ケイドとイザベラの危機に駆け付けてディセプティコンを撃退するなどの活躍を見せた。
基本的にロボットモードにはならず恐竜の姿のまま戦闘を行う。
スラッグ / Slug
ダイナボットのひとりでトリケラトプスに変形する騎士。グリムロックとともにケイドのスクラップ場で暮らしている。
グリムロックとともに地下からTRFの一部隊を奇襲して壊滅させる活躍を見せた。
ミニダイナボット
小さな恐竜型トランスフォーマー。ティラノサウルスの「T」、愛称不明のトリケラトプス、翼竜のテリーなどが登場。
初登場はスーパーボウル開始前の余興として放送された動画であり、その後本編にも登場することが明言された上で予告編にも登場している。
悪戯好きなためかオートボットたちからは嫌われているものの、ケイドからは可愛がられている。
ただどのような経緯で誕生したのかは不明。

#### ディセプティコン / Decepticons
メガトロン以外のメンバーのほとんどはTRFがフォートコリンズにて管理する監獄「金属生命体収容所」に囚われていたが、メガトロンがTRFと取引したことで解放され再び彼の配下となる。
詳細なキャラクター設定（いわゆるテックスペック）について、過去作品では玩具の箱に書かれているのが通例だったが、本作品では玩具に代わって各ファンサイトで公開される形となった。
メガトロン / Megatron
声 - フランク・ウェルカー/ 吹き替え - 中村浩太郎
ディセプティコンのリーダー。監督のマイケル・ベイ自身から再登場が発表された。エイリアンジェットに変形するが、コクピットのような意匠が見受けられるなど一作目の時のビークルモードよりも地球のものに近いデザインになっている。
過去の実写版シリーズに登場したメガトロンとはデザインが大幅に異なっており、右腕のカノン砲やヘルメット状の頭部など、騎士の意匠を組み込みながらも初代アニメのメガトロンにより近いデザインとなっている。また頭部にはオプティマスプライム同様、口元を覆う形のバトルマスクが変形するギミックが追加されている。今作ではクインテッサの配下あるいは協力者となっており、ネメシス・プライムと同様に顔の右半面が赤く染まっている。
前作『ロストエイジ』にてメガトロンの生まれ変わりとして登場したガルヴァトロンとは変形パターンが大幅に異なっており、ガルヴァトロンは粒子状に分解してから変形していたが、本作品のメガトロンは従来の部品が組み変わる変形パターンへと戻っている。前作以降消息を絶っていたが、CIAがドローンを用いて監視していたバリケードとの密談による音声記録から、数年ぶりに人間側に存在が露見した。
CIA局員二名を誘拐、人質としてTRFと取引し、囚われていたディセプティコンたちを釈放させて配下として軍団を再構築する。当初は、マーリンの杖が封印されているオートボットの宇宙船に入るために必要な騎士のタリスマンを求め、ケイドたちを襲撃していたが、終盤、我に返ったオプティマスの隙を突く形でマーリンの杖を奪取、クインテッサへと提供する。サイバトロン星地表での戦いでは、傘下に加わったインフェルノコン、ディセプティコンと共にオートボットと人類を迎え撃った。点火チャンバー内の最終決戦では、ニトロ・ゼウスと共にハウンドやホットロッド、バンブルビーと戦うも、一瞬の隙をつかれてオプティマスによりフュージョンカノンごと右腕を切り落とされた上に点火チャンバーの外へ蹴り出され、その後の生死は不明。
「噴火する火山の隣にメガトロンらしきトランスフォーマーが立っている絵画」が登場するが、これは1883年にインドネシアのクラカタウで発生した火山噴火を描いたスケッチを元にしたものである。
バリケード / Barricade
声 - ジェス・ハーネル / 吹替え - 北川勝博
二枚舌なディセプティコンの歩哨。フォード・マスタングのパトカーに変形。TRFの追跡から逃れて市街に潜伏、メガトロンのために情報収集を行なっていた。
騎士のタリスマンを手に入れるためにシカゴへ潜入したものの手に入れることが出来ず、代わりにメガトロンへTRFの情報を提供。グリムロックに叩きのめされたり、イギリスでのカーチェイスでバンブルビーに撃たれたりしながらも終盤まで生き残っていたが、終盤のストーンヘンジにおける銃撃戦より後は登場せず、その後の去就も語られなかったため、生死不明。
同名のディセプティコンが過去の実写版シリーズに幾度か登場しており、「パトカーに変形する」「車体に『To punish and enslave（罪人を罰し服従させよ）』が書かれている」などの特徴も共通するが、ロボットモードのデザインが大幅に変更されている。左手首を取り巻くような形に銃口が並んだガトリング砲を装備しているほか、両手にはナックルダスターが装備されており、それぞれ「PUNISH」「SERVE」の文字が刻印されている。
デザイン段階と劇中では頭部の形状が異なっており、玩具はデザイン段階のものが元となっているため、顔の形状やナックルダスターに刻印されている文字などが劇中と異なる。また劇中では首からネックレスを着用している。コンセプトアートでは頭部のみが前3部作と同じであったり、サングラス風のバイザーをしているものもあった。
ニトロ・ゼウス（ナイトロゼウス） / Nitro Zeus
声 - ジョン・ディマジオ、スティーブン・バー / 吹き替え - 木村雅史
サーブ 39 グリペンに変形（玩具は架空のジェット戦闘機）。銀色の体色と単眼、片腕のカノン砲が特徴的なディセプティコンで、本作品ではメガトロンの片腕を務める。
TRFによって投獄されていたが、彼らと取引したメガトロンの要求によって町から外に出ないことを条件付きとして3番目に釈放され、TRFとともにオートボット襲撃へ参加。他のディセプティコンたちとは異なり最後までメガトロンに付き従っていたものの、最後の乱戦の最中に無重力状態となった隙を突かれ、バンブルビーに頭を吹き飛ばされて死亡した。
前作に登場した人造トランスフォーマーのKSIボスと、三作目に登場したショックウェーブをかけあわせたようなデザインをしている。また公開されているキャラクター設定でもショックウェーブとの関連を匂わせる記述があり、ショックウェーブを倒したオートボットと人類に対して敵意を抱いているとされる。寡黙なショックウェーブとは対称的に饒舌で陽気な性格であり、TRFに釈放された際は喜びのあまり小躍りしていた。
劇中デザインと玩具の箱に描かれたイラスト、玩具でそれぞれ頭部のデザインが異なる。劇中デザインはショックウェーブの頭部そのまま、イラストでは前作のKSIボス、玩具は前二者を折衷したようなコンセプトアートでのデザインとなっている。また劇中では首からネックレスを着用している。
ニトロゼウスの名称は、2000年から2010年代にかけて計画されていたアメリカによるイランへのサイバー攻撃計画のコードネームと同じ。なおこのニトロゼウス計画自体は中東情勢の変化によって中止となっている。
玩具ではディセプティコン ニトロ（Nitro）の名称で発売される。玩具ではコグマンと同様のヘッドマスターギミックを持つが、頭部からロボットへ変形するギミックはない。本作品劇中でも同様の能力を持っているのかどうかは不明。
モホーク / Mohawk
声 - レノ・ウィルソン / 吹き替え - 佐藤せつじ
コンフェデレート・モーターサイクルズ社製の銀色のP51コンバットファイターに変形。
メガトロンに忠実なナイフ使いで、その名の通りモヒカン刈りに似た頭部と両目の飛び出たカエルのような顔が特徴。TRFによって投獄されていたが、メガトロンの要求によって最初に釈放され、TRFとともにオートボット襲撃へ参加。しかし撤退したメガトロンからはぐれてしまい探していたところをバンブルビーに撃たれて頭だけにされてしまった。
凶暴かつおしゃべりな性格で落ち着きがなく、ニトロゼウスと共に軽口を叩いている。戦闘力はあまり高くないようで、他のディセプティコンは釈放の際に何らかの制約が設けられているのに対し、モホークのみは特に何もなかった。
モデルとなったのは前作で没となったクロスヘアーズの初期コンセプトの一つ。同じくオートバイに変形した二作目のアーシーと同様、ビークルモードでの移動時は運転手のホログラムを映し出してカモフラージュする能力を持っている。
コンセプトアートでは、かつての仲間で同じ刀剣使いのドリフトとの一騎打ちが予定されていた。
オンスロート / Onslaught
声 - ジョン・ディマジオ / 吹き替え - 乃村健次
緑色のウェスタンスター社の4900SFレッカー車に変形する戦術家。TRFによって投獄されていたが、メガトロンの要求によってバーサーカーの代わりに4番目に釈放された。大柄なTFで、釈放の際は収容所の出口が自分の身体より小さいことに文句を言っていた。メガトロンに率いられてTRFとともにオートボット襲撃へ参加するも、鈍重な体格が仇となり、クロスヘアーズとドリフトの連携攻撃で翻弄された挙句に首を刎ねられて死亡する。
二作目以降から登場したディセプティコンのロングハウルと似ているが、変形ビークルや装備をはじめ差異も多い。
右腕に鉤爪状の武器「Decapitator」、左腕に重機関砲を装備している。
名前は過去のアニメに幾度か登場した同名のディセプティコンに由来し、戦術家という設定も共通している。なお緑色のカラーリングは、初代アニメ版に登場したオンスロートの玩具の塗装変更品である『トランスフォーマー カーロボット』の鋼鉄将軍ドルレイラーに由来する。
ドレッドボット（フーリガン） / Dreadbot（Hooligan）
錆びたフォルクスワーゲン・タイプ2に変形。殺人目的の悪質な銀行強盗を繰り返し9人を殺害したため、強盗殺人の罪でTRFによって投獄されていた。メガトロンに2番目に釈放を要求され、当初はその凶暴性から釈放を拒否されたが、GPSを取り付けることを条件に釈放され、TRFとともにオートボット襲撃へ参加。オートボットとケイドに襲い掛かるも、彼らを守るために駆け付けたグリムロックに食い殺された。
三作目に登場した隠密部隊ドレッズのクロウバーとよく似ているが、ドレッドヘアが無く、錆びた外装を纏っている点が異なる。理由は不明だが、右腕にクリスマスのイルミネーションを巻きつけているのも特徴。
「フーリガン」の名称は、設定公開前にファンによって呼ばれていた愛称。三作目制作時におけるクロウバーのデザイン画の仮名からの流用であり、また過去に同名のディセプティコンのキャラクターが発売されていたことがある。
バーサーカー / Berserker
声 - スティーブン・バー / 吹き替え - 山岸治雄
シークレット・サービス仕様のシボレー・サバーバンに変形。かつて大量殺人を起こした狂暴なソシオパスであり、金属生命体収容所内でも厳重に拘束された状態で投獄されている。TRFと結託したメガトロンは彼の釈放も要求したが、その凶暴性を危惧したTRF側が断固拒否したため、代わりにオンスロートが釈放されることとなった。
ドレッドボットと同じく、三作目に登場したドレッズのクランクケースに酷似しているが、胸に×印の赤い塗装が施されている点が異なる。
ディセプティコンプロトフォーム / Decepticons protform
過去作品に幾度か登場していたディセプティコンの量産型兵士。サイバトロン星での最終決戦にて多数参戦する。
スタースクリーム / Starscream
三作目で死亡したディセプティコンのナンバー2。頭部がデイトレーダーの商品として売られている。ケイドのスクラップ場を襲撃したメガトロンが拾い上げ、過去を懐かしむ場面があった。
なおスタースクリームの頭部は三作目で爆裂しているはずであるが、本作品で登場したものがデイトレーダーによって修復されたものか、それとも贋物なのかどうかは不明。
ショックウェーブ / Shockwave
三作目で死亡したディセプティコンの参謀の一人。絵画の中に登場する他、ヴィヴィアンの口から著名なディセプティコンの一人として語られていた。
ジャンクヒープ / Junkheap
冒頭のエドモンドによるイントロの最中に登場したトランスフォーマー。前作で登場したゴミ収集車に変形するKSI製人造トランスフォーマーと同型であるが、前作の生き残りなのか、ニトロ・ゼウスとKSIボスのようなよく似た別人なのかは不明。

#### 創造主の勢力
前作で存在が示唆された、創造主が率いる勢力。マーリンの杖やアイアコンの騎士たちの宇宙船を使って、地球からエネルギーを吸い上げることでサイバトロン星を復活させようとする。また創造主が地球を選んだのもれっきとした理由が存在する。
創造主クインテッサ / Maker Quintessa
声・演（人間態） - ジェンマ・チャン / 吹き替え - 木下紗華
本作品のメインヴィランでラスボス。生命を司るプライムの一人で、かつて恐竜大絶滅を起こしてトランスフォーマーを創造した存在。前作では賞金稼ぎのロックダウンを使ってオプティマスやダイナボットを回収しようとしていた。
本作では地球を守るためにサイバトロン星に帰還したオプティマスを逆に捕えて洗脳し、地球を滅ぼすための刺客ネメシス・プライムとして差し向ける。かつての眷属であるアイアコンの騎士たちによって地球に隠されていたマーリンの杖を奪還して、地球のエネルギーを吸い上げてサイバトロン星を蘇らせようとしたが、オートボットやヴィヴィアンたちの乱入で野望はくじかれ、クインテッサ自身もバンブルビーに背後から撃たれて姿をくらました。
ラストシーンではローブを纏った妖艶な美女に擬態して地球に潜伏しており、地表から突き出たユニクロンの角を調査している科学者たちへ接触するところで本編は終了する。
前作とは腕の形状が異なっており、前作では有機的なデザインだったのに対し、本作品ではトランスフォーマーたちと同様の金属質なデザインになっている。
モデルとなったのは『トランスフォーマー ザ・ムービー』から悪役として登場してきた宇宙人クインテッサ星人であるが、出典では宇宙人の1グループの名称だったのに対して、本作品では創造主個人を示す名称となっている。「トランスフォーマーの創造主を名乗っている」「オートボットでもディセプティコンでもない存在」「オートボットたちと敵対する」といった設定上の共通点も多い。またプライムのひとりであるという設定は、クインテッサ星人の創造主という設定を持つキャラクター、クインタスプライムから習合されたもの。
インフェルノコン / Infernocon
クインテッサの配下で、鬼のような2本角を持つ兵士。6体が合体することでより巨大なインフェルノカス（Infernocus）となる。離反したガーディアンナイツに代わってクインテッサの護衛を務めるが、メガトロンがクインテッサと結託した後はディセプティコンの傘下に加わった。
序盤でクインテッサにオプティマスが捕らえられる場面から登場。終盤の決戦時にはインフェルノカスとしての巨体を生かして奮戦していたが、ドラゴンストームに乗ったオプティマスに急襲を受けて交戦。顔面を貫かれながらもインフェルノコンへ分離変形して再び襲い掛かったものの、まとめて首を刎ねられて全滅した。
玩具はインファーノカス名義でトイザらス限定として発売された。玩具は合体ロボであるゴラードラの胴体を新規造形のスカルクに変更したもので、劇中とは違い5体合体となっている。

#### アイアコンの騎士たち / Knights of Iacon
かつてオプティマスプライムも所属していた、古代のサイバトロンの騎士たち。中でもかつてクインテッサの眷属であった12体はガーディアンナイツ（Guardian Knights）と呼ばれる。
彼らは彼女の悪意に耐え兼ねて反逆、クインテッサの所有物である「杖」を奪い地球に隠したとされる。西暦484年ごろに地球へ飛来し、人類の歴史にもたびたび干渉しては当時の人類に様々なテクノロジーを魔法という形で伝えていた。
マーリンを通して円卓の騎士たちと知り合ったガーディアンナイツらは、各騎士に一人ずつパートナーとして付き従い、彼らの手助けとなった。
4作目に登場したロックダウンの宇宙船は彼らの物であり、ロックダウンの死後デイトレーダーが回収していたが、ケイドとオートボットたちを介して彼らのもとに戻ってきた。
ドラゴニカス / Dragonicus
騎士たちの切り込み隊長。ポスターなどでは騎士たちのメインキャラとなっている。
玩具ではドラゴンストーム合体時に左右の首と翼、背中と四肢を構成する。
ストームレイン / Stormreign
ガーディアンナイツのリーダー格で赤いカラーリングが特徴の騎士。マーリンの説得を受け、騎士たちを指揮することができる杖を授けた。
玩具では他の騎士たち同様に銀色に近い体色となり、ドラゴンストーム合体時は中心の首と胴体、尾を構成する。
スティールベイン / Steelbane
声 - ジョン・ディマジオ
ケイドがシカゴで出会った騎士で、同型個体が多数存在する。タリスマンを狙うクインテッサとディセプティコンから逃げている際に致命傷を負ってシカゴに遭難していたところをケイドらに発見され、ケイドに騎士としての資質を見出しタリスマンを授けたあと死亡した。
玩具ではワイバーンから中世の騎士のような姿に変形する。なお劇中でタリスマンを守っていた個体は、ドラゴニカスに酷似したデザインとなっている。
スカリトロン / Skullitron
声 - フランク・ウェルカー
スティールベインの同型個体で、朽ち果てたような姿をしている。マーリンの杖を守っておりケイドたちと交戦、奈落に落下して死亡する。
玩具はスティールベインの頭部を変更したもの。
ドラゴンストーム / Dragonstorm
12体の騎士「ガーディアンナイツ」たちが合体して誕生する、三つ首のドラゴンのような姿の合体戦士。
マーリンの指示のもと、アーサー王と共に戦ってきた。
玩具では簡易変形版は単独での変形、通常版ではドラゴニカスとストームレインの2体が合体して変形する。

#### その他
ユニクロン / Unicron
クインテッサの口から語られた、サイバトロン星の敵として恐れられている超大型トランスフォーマー。劇中では地表から突き出た角のみが登場した。
本作品にて、実は地球の正体はユニクロンであることがクインテッサによって語られ、サイバトロン星の接近に呼応するかの如く6本の角が各地に出現した。クインテッサとディセプティコンの目的は、かつて騎士たちに奪われたマーリンの杖を使ってユニクロンのエネルギーを全て吸収し、そのエネルギーで荒廃したサイバトロン星を蘇生させることだった。
現在は各地に散在するように角が生えているが、これは大陸移動に伴って角の位置が移動したためであり、大陸が移動する前のパンゲアのころはストーンヘンジを中心とした円となるように生えていた。
モデルは『トランスフォーマー ザ・ムービー』以降から幾度か登場してきた同名のスーパーヴィランで、ユニクロンが実写映画シリーズに登場するのは本作品が初となる。「地球の正体がユニクロン」という設定は、『超ロボット生命体 トランスフォーマー プライム』から引用されたもの。

## 続編の意図
本作品との直接の続編ではないが、バンブルビーを主役とした一作目以前の前日譚『バンブルビー』（トラヴィス・ナイト監督）が公開された。これがヒットすれば『バンブルビー2』も検討、オプティマスプライムの単独映画も候補にある模様。EW誌で製作のロレンツォ・ディ・ボナヴェンチュラが語ったところ、本作品の国内興行収入の低迷を受け、トランスフォーマーシリーズは“無期限延期”となった。